# Modulationsteori
Modulationsteori, inom fonetiken en allmän teori om talets natur, framförd i vetenskapliga artiklar med början 1994 av professorn i fonetik vid Stockholms universitet Hartmut Traunmüller (född 1944).  Enligt teorin kan tal beskrivas som modulerad röst. Termen modulation är hämtad från radiotekniken. Vid en radioutsändning skickar sändaren ut en bärvåg med en fast grundfrekvens, specifik för varje sändare. Den meddelandesignal man vill sända ut får modulera bärvågen: amplituden eller frekvensen hos bärvågen fås att variera i enlighet med ljudsignalen: amplitudmodulering (AM) respektive frekvensmodulering (FM). I mottagaren, som ställts in på frekvensen för den sändare man önskar lyssna på, detekteras (demoduleras) meddelandesignalen, d.v.s. skils ut från bärvågen, varefter den förstärks och leds vidare till högtalare, där den blir till  ljud. Bärvågen i sig innehåller ingen information av intresse för lyssnaren. 
I den här aktuella modulationsteorin motsvaras bärvågen av en bärsignal, som utgörs av ett slags normalröst hos talaren. Denna kan beskrivas som en neutralvokal (schwa): [ə], uttalad på ett avslappnat sätt med en tonhöjd nära den undre gränsen för talarens register. Dess karaktär beror dels av stämbandsfunktionen, dels av formen och storleken hos de supraglottala kaviteterna (svalg, mun- och näshåla). Den språkliga informationen får modulera talarens röst. Modulationen är dock mera komplicerad än inom radiotekniken: den omfattar både frekvens och amplitud hos både grundtonen och formanterna och åstadkoms genom stämbandsfunktionen och artikulationen. Lyssnaren ställer in sig på talarens röst när han/hon uppfattar hur denna låter. Under lyssnandet demoduleras talsignalen, d.v.s. dess båda beståndsdelar (rösten och det språkliga innehållet) separeras. Även bärsignalen är här av intresse: den innehåller viktig organisk information (ålder, kön, ev. sjukdomstillstånd), såväl som expressiv (känslor, attityder) och perspektivisk sådan (plats, avstånd). 
Barn lär sig tala genom att imitera vuxna, men det är enbart modulationen de tar efter. En imitatör som verkar i underhållningssyfte eftersträvar däremot att härma också bärsignalen. Även talande papegojor kopierar såväl bärsignalen som modulationen. 
Modulationsteorin står i motsättning till den s.k. motorteorin om talperception. Denna, som först framfördes av R. H. Stetson (1872–1950) och som vidareutvecklades av forskare vid Haskins Laboratories, bl.a. Alvin Liberman (1962, 1967, 1985), förfäktar att det i hjärnan finns ett särskilt neuralt system för att hantera tal och att lyssnaren uppfattar tal genom att percipiera de rörelser, eller gester (eng. gestures),  han/hon själv skulle utföra för att uttala samma sak, något som modulationsteorin menar sig kunna vederlägga. 
Enligt modulationsteorin är röstens modulationsmönster den lingvistiskt informationsbärande händelse som utgör föremålet för både produktion och perception av tal. Perceptionen går till så, att lyssnaren, efter att ha ställt in sig på den aktuella talaren, bedömer hur signalen avviker från vad han/hon förväntar sig av ett [ə] med samma para- och extralingvistiska kvalitet (samma attityd, känsla, resp. supraglottala kaviteter och perspektiv).  
Visserligen är de båda teorierna överens om att det måste finnas en länk mellan perception och produktion, men enligt modulationsteorin har motorteorin inte nöjaktigt kunnat förklara kopplingen mellan den inkommande ljudsignalen och gesterna. Modulationsteorin hävdar att fonetiskt etiketterade länkar mellan yttre och inre perception, spegelneuroner (eller ekoneuroner som de kallas när de hänför sig till ljud), upprättas i hjärnan under den period då barnet jollrar. Dessa ekoneuroner kan aktiveras antingen exteroceptivt – av den detekterade modulationen hos en röst – eller interoceptivt – av de somatosensoriska egenskaperna hos samma fonetiska enhet – och spelar således en viktig roll i modulationsteorins förklaring av förbindelsen mellan perception och produktion av tal. Modulationsteorin utesluter dock inte att det kan finnas fler länkar däremellan. 
Även vid läppavläsning – som är av betydelse också för hörande (jämför McGurk-effekten) – och för att uppfatta teckenspråk är demodulering nödvändig; det är då ett ansikte eller en kropp som moduleras i stället för en röst. Modulationsteorin måste dock översättas på lämpligt sätt för att kunna tillämpas i dessa fall.